# Тицида
Тици́да, или Тици́д (лат. (Lucius Caecilius) Ticida/Tĭcĭdas; I век до н. э.) — древнеримский поэт-неотерик («модернист»), информация о котором крайне скудна, а произведения практически не сохранились. Принадлежал к кружку Валерия Катона. Был возлюбленным Метеллы, которую воспевал под именем «Перилла».

## Имя и род
Родовое имя носителя прозвища достоверно не установлено. Неясно даже, является ли вообще когномен «Тицида» (лат. Tĭcĭdas) латинского происхождения. Исследователь Тициды Крыштоф Витчак пишет, что прозвище — скорей всего, италийское, сабинского или самнитского происхождения.
По мнению исследователей римских имён, когномен «Тицида» («Аттицида») — возможно, производное от Atticus («аттический»). При этом, вариант «Аттицида» (Attĭcĭdas) взят из «Грамматических наставлений» Присциана (I 189), откуда происходит первый сохранившийся фрагмент его стихов, и, возможно, является орфографической ошибкой или слиянием «Тицида» с именем «Авл» (аналогично этому Авл Геллий превратился в «Агеллия»). Или это сокращённый сабинский преномен «Аттий» или «Аппий».
Иногда поэта отождествляют с всадником Луцием Тицидой, который, доставляя припасы армии Цезаря в Африке в 46 году до н. э., был пойман и, по-видимому, казнён помпеянцем Метеллом Сципионом, однако точность этого отождествления неизвестна. Других людей с этим именем в римской истории нет.
К. Витчак полагает, что поэта звали Аттий Тицида, и тогда он может приходиться этому Луцию братом или сыном, однако неизвестно, родственники ли они вообще.

## Творчество
Фрагмент 1 из его уцелевших отрывков — это строки из эпиталамия, который перекликается с № 61, 115 Катулла.
О, постель, ты единая,

Столько страстью блаженная…
Фрагмент 2 представляет собой похвалу поэме Валерия Катона «Лидия»:
Кто понимает, для тех «Лидия» — трудная вещь!
Упоминается Светонием (Suet. gramm. 4. 11) в цитированном письме Мессалы вместе с поэтами-неотериками Фурием Бибакулом и Валерием Катоном.

### Возлюбленная
Из оправдательной речи Апулея «Апология, или о магии» известно, что этот поэт использовал для своей возлюбленной псевдоним: «в писаньях своих зовёт „Периллой“ Метеллу».
Тициду и его Периллу-Метеллу упоминает и Овидий («Скорбные элегии», II, 433—438), который, как отмечает М. Гаспаров, «перечисляет Тициду рядом с Катуллом, Кальвом, Цинной и, что любопытно, Меммием: можно даже понять, что Тицида и Меммий воспевали одну и ту же женщину». Женщине по имени Перилла Овидий посвятил одну из «Скорбных элегий» (III 7), там упомянуто, что она писала стихи.
Поздние исследователи Античности отождествили эту Метеллу со знаменитой распутницей, известной из писем Цицерона (Ad Att. XI, 23.3; XII, 52.2; XIII, 7.1). Женщину с этим именем отождествили с дочерью Квинта Цецилия Метелла Целера от, возможно, Клодии («Лесбии» Катулла), которую звали Цецилия Метелла Целера. Впрочем, это отождествление — предположительно.
В 1920-х годах была озвучена версия, что «Тицида» — это псевдоним, принадлежавший, что доказывали игрой слов, — Клодию Эзопу, сыну богатейшего актёра Эзопа, о котором известно, что он был любовником этой Метеллы. Дальнейшего распространения эта версия не получила.

### № 35 Катулла
Современные исследователи К. Витчак и Й. Боровский выдвинули версию, что Тицида может быть тем же человеком, что и некий Цецилий, неизвестный ближе друг Катулла, поэт-неотерик (более никем не упомянутый) и автор незаконченной, хотя и получившей признание, поэмы о фригийской Великой Матери Кибеле «Диндимена». 
…Говорят — если только это правда, —

Без ума влюблена в него бедняжка:

Прочитала начало «Диндименской

Госпожи» — и с тех пор ни днем ни ночью

В сердце девы огонь любви не гаснет.

Впрочем, это простительно, о дева,

Превзошедшая Сапфо: ведь начало

«Диндимены» действительно прелестно! 
Если это отождествление верно, то невеста Цецилия, которую Катулл называет «более учёной, чем муза Сафо» (Sapphica puella Musa doctorior) в стихотворении № 35, следует отождествить с возлюбленной Тициды по имени Метелла («Перилла»). Они основывают свою версию на исправлении сомнительного слова misellae («бедное маленькое существо») в рукописи Катулла на имя Metellae и на том, что Перилла, упомянутая у Овидия, — тоже усердная поэтесса.
Из всего этого польские филологи заключили, что «римский поэт Аттий Цецилий Тицид был родственен семье Цецилиев из Нового Кома и, как и большинство неотериков, происходил из Цизальпийской Галлии».